# Jørgen E. Larsen
Jørgen Erik Larsen (25. juli 1945 – 7. februar 2020) var en dansk fodboldtræner, som senest var træner for Tårnby Boldklub. Den 1. juli 2006 blev Larsen cheftræner for Amager United. Da Kastrup Boldklub trak sig ud af samarbejdet i 2007 fortsatte Larsen som træner for den anden moderklub, Tårnby. Dette engagement sluttede 31. december 2008, hvor klubben fusionerede med AB 70 og blev til AB Tårnby.
Han var en træner med en masse national og international erfaring. Hans professionelle trænerkarriere omfattede blandt andet Herfølge Boldklub, landstræner for Ghana, landstræner for Qatars U-20 landshold som nåede en finale i FIFAs World Cup, landstræner for Qatar samt statstræner i Malaysia. Cheftræner i 4 år for klubben Al Rayan Sports Club der er placeret i Qatars Superliga. Her har han bl.a. trænet så kendte spillere som Fernando Hierro, Ronald og Frank de Boer og Mario Basler. Desuden har han i 5 år været cheftræner for 2 forskellige regionale landshold i Malaysia. Han vendte i slutningen af 2005 tilbage til Danmark, efter 14 år som træner i udlandet, for at overtage ansvaret for Brønshøj Boldklubs divisionshold d. 1. januar 2006.
Som aktiv spiller nåede han at spille 197 danske 1. holdskampe for Herfølge Boldklub samt 8 landskampe. Han har studeret fodbold i klubber som: AJ Auxerre, Eintracht Frankfurt, West Ham United, Dundee United og Malmö FF.